# Armadillidium xerovunense
Armadillidium xerovunense là một loài chân đều trong họ Armadillidiidae. Loài này được Strouhal miêu tả khoa học năm 1956.